# Zoo Tycoon 2: Endangered Species
Zoo Tycoon 2: Endangered Species, abreviado como ZT2:ES o como ES, es la primera expansión de Zoo Tycoon 2, con nuevos objetos, vegetaciones, campañas y desafíos y 20 animales, en su mayoría en peligro de extinción, lo que da nombre a la expansión.